# Ny era
Ny era (lettiska: Jaunais laiks) var ett konservativt och populistiskt borgerligt parti i Lettland, bildat 2001 av Einars Repše och anslutet till Europeiska folkpartiet. 2011 upplöstes partiet genom bildandet av Enhet.

## Valresultat

### Parlamentsval
- 2002: 23,9 procent, 26 mandat (av 100) - största parti
- 2006: 16,4 procent, 18 mandat (av 100)